# Ritosaari (ö i Norra Österbotten)
Ritosaari är en ö i Finland. Den ligger i sjön Pyhäjärvi och i kommunen Pyhäjärvi i den ekonomiska regionen  Nivala-Haapajärvi ekonomiska region  och landskapet Norra Österbotten, i den centrala delen av landet, 400 km norr om huvudstaden Helsingfors. Öns area är 21,2 hektar och dess största längd är 0,8 kilometer i öst-västlig riktning.